# Rosa Luxemburg (musikgrupp)
Rosa Luxemburg var ett rockband från Malmö som var verksamt under senare delen av 1980-talet.
Rosa Luxemburg bestod av bröderna Jonas Jarl (bas) och Stephan Jarl (trummor) samt Kim (sång och gitarr). Annie Bodelson (klaviatur) och Ingrid V. Savbrant (kör) medverkade 1987 på musikalbumet Myter, utgivet av skivbolaget Amalthea (AM 61) samt samma år singeln Hobo/Sista valsen (AMS 2034).